# 教堂裏的聖母

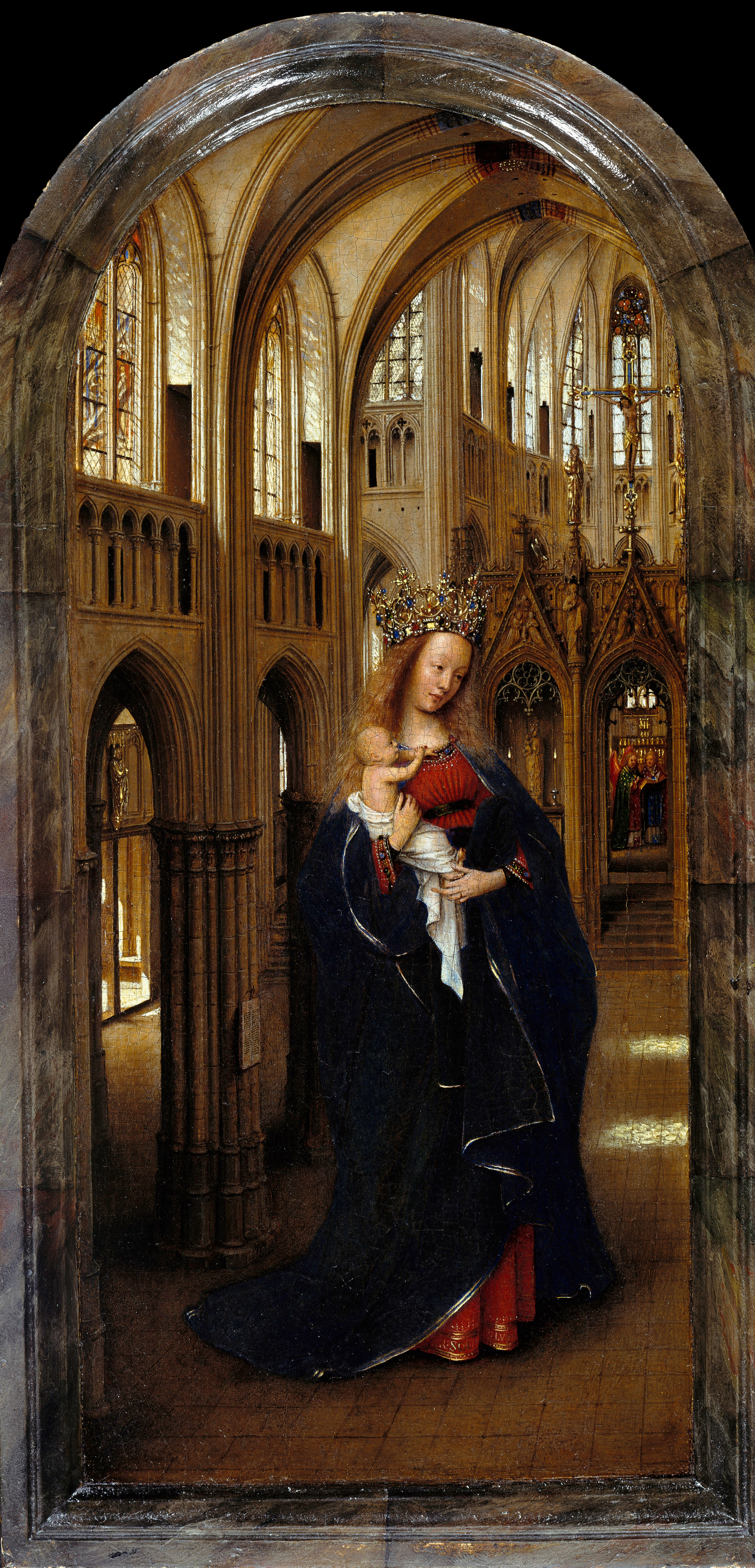
揚·范艾克，《教堂裏的聖母》（約1438年至1440年），橡木镶板油畫，31厘米 × 14厘米（12英寸 × 5.5英寸），藏於柏林畫廊

《教堂裏的聖母》（英語：或）是早期尼德蘭畫家揚·范艾克所創作的一幅板上油畫。油畫可能於1438年至1440年期間完成，描繪了童貞女瑪利亞在哥德式主教座堂抱著嬰孩耶穌。瑪利亞被奉為天上母后，配戴了一頂鑲滿珠寶的皇冠，抱著頑皮的幼年基督，他盯著她並緊抓著她紅色裙子的領口，在某種意義上使人聯想起13世紀埃莱莎聖像（《溫柔之聖母》）的拜占庭傳統。中殿後方拱門上的花窗格中刻的木雕上描繪了圣母玛利亚的生活，而壁龕中的仿木雕像同樣以相同姿勢抱著嬰孩。歐文·潘諾夫斯基看到這幅油畫被創作得似乎畫板中的主要人物旨在使雕塑显得逼真。在右邊的門口裏，兩個天使從讚美詩中演唱聖歌。跟其他拜占庭式聖母瑪利亞一樣，范艾克描繪了一個巨大的瑪麗亞，與她周圍環境相比不切實際地大。畫中可以仔細观测到幾束光從主教座堂的窗戶傾瀉而出。它點亮了教堂內部，並在地上形成兩片光亮。這些光具有象徵意義，同時影射了瑪麗亞处女般纯洁以及上帝超凡的同在。
大多數藝術歷史學家認為這幅油畫是拆卸雙聯畫的左翼，據推測其右翼是向上帝還願的肖像畫。1499年名家和揚·戈萨尔特創作的近當代摹本給其配對了截然不同的右邊畫像：其中一幅是奉獻人跪在建築內部；另一幅則設在戶外，在奉獻人的身旁有聖安東尼。兩位畫家都對范艾克的構圖作出巨大改動，而這些可能會讓畫像更加貼近當代風格，然而摹本曾被稱為「對原始概念如果沒有在美感上造成災難就是在精神上」。
《教堂裏的聖母》首次記載於1851年。從那以後，它的日期和歸屬一直在學者間争论不休。它首先被認為是揚·范艾克的早期作品，而之後有一段時間被認為他哥哥休伯特·范·艾克的手筆，而現在絕對認為是揚的手筆，並相信為他的後期作品，展示了1430年代中期及以後的工作中使用的手法。油畫於1874年被柏林畫廊購入。它於1877年被偷，之後沒多久歸還，但失去了它原來有刻字的畫框，並從未被追回。如今《教堂裏的聖母》被廣泛認為是揚·范艾克最佳作品之一。米拉德·梅斯寫道它對於「光（的描繪）的壯麗和微妙之處在西方藝術從未被超越」。

## 歸屬和日期

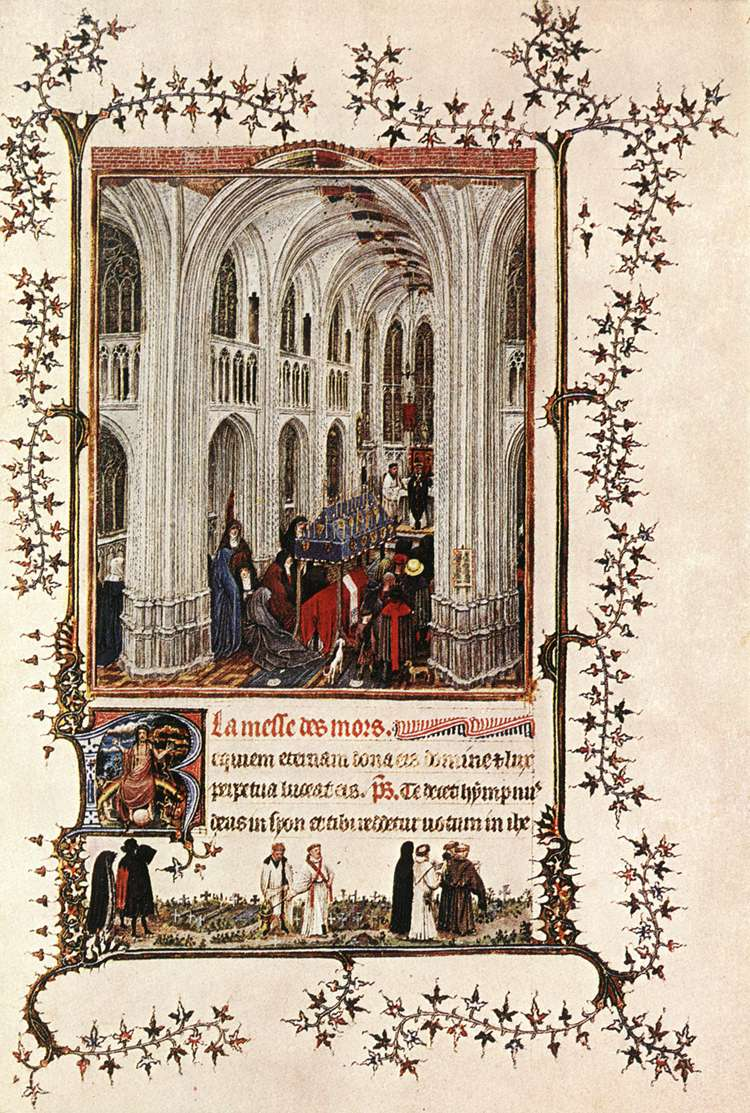
都靈－米蘭時禱書的《安魂彌撒》，由匿名人「Hand G」創作，被認為是范艾克的手筆。這幅作品與柏林板上畫擁有非常相似的哥特式內部。

畫作的歸屬反映了19和20世紀早期尼德蘭藝術學術研究的進展和趨勢。現在主要認為它約1438年至1440年完成，但仍然有争论是早在1424年至1429年。跟都靈－米蘭時禱書（Turin-Milan Hours）手抄本中數頁被認為是出自「Hand G」一樣，板上畫在1875年畫廊目錄和1911年藝術歷史學家喬治·胡林·德盧（Georges Hulin de Loo）被認為是出自休伯特·范·艾克手筆。作品出自休伯特的說法不再被認為可信，而如今相信是他的作品十分之少。這幅畫到1912年在博物館目錄已明確歸類為揚的手筆。
試圖確定作品的年代曾經歷了相同的主張轉變。19世紀，畫作被相信是揚的早期作品，並早約1410年完成，雖然這個觀點隨著學術研究的進展而改變。在20世紀早期，路德维希·冯·巴尔达斯（Ludwig von Baldass）將其歸類至1424年至1429年左右，然後很長一段時間它被認為起源於1430年代初。歐文·潘諾夫斯基（Erwin Panofsky）提供了一份關於該作品的詳細專題論文，並將其歸在1432年至1434年左右。然而，在根據邁耶爾·沙皮諾（Meyer Schapiro）的研究後，潘諾夫斯基在他的《早期尼德蘭繪畫》（Early Netherlandish Painting）1953年版將主張修訂至1430年代晚期。一份1970年代關於范艾克1437年《聖白芭蕾》（Saint Barbara）的比較研究總結道《教堂裏的聖母》約1437年後完成。1990年代，奥托·帕切特（Otto Pächt）根據1434年《阿諾菲尼的婚禮》內部的相同處理，指出作品可能是晚期的范艾克。在21世紀早期，傑佛瑞·奇普·史密斯（Jeffrey Chipps Smith）和約翰·奧利弗·漢德（John Oliver Hand）將其放在1426年至1428年之間，主張這可能是最早被確認為揚的現存簽名作品。

## 版畫

### 描繪
畫作的尺寸為31厘米×14厘米，小到幾乎可以被稱為細密畫，與15世紀大多數宗教禮拜的雙聯畫一致。縮小的尺寸增加了便攜性和可負擔性，并鼓勵觀眾接近作品來更仔细地查看它複雜的細節。作品中瑪麗亞身穿深藍色長袍——這個顏色傳統上用來強調她的仁慈——裏面穿了一條不同質地布料的紅色裙子。她的裙褶繡著金色的鍍金字樣「SOL」和「LU」，或者有可能是「SIOR SOLE HEC ES」，這很有可能是拉丁字「太陽」（sole）和「光」（lux）的一小塊部分。她的頭上是精心分層和用寶石裝飾的皇冠，而懷裡抱著嬰孩耶穌，他的腳落在她的左手上。白布從臀部裹住，並垂至腳下，他的手緊抓住母親裙子那鑲滿珠寶的領口。

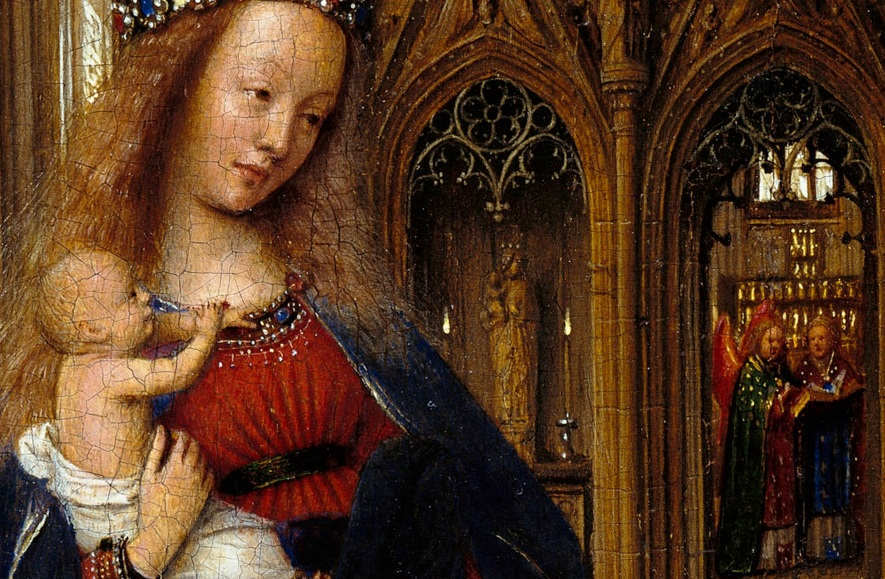
聖母和基督（細節）。可以看見他倆後面有一座雕像，右邊有兩個天使在演唱聖歌。

背景教堂中可以找到瑪利亞的進一步描繪。其中包括在主要人物背後的聖壇屏中位於兩根點燃蠟燭之間的聖母子雕像，右邊的兩位天使站在唱詩班席位演唱著有關她的頌歌（可能唱著刻在門框上的聖歌）。她上方是聖母領報浮雕，而嵌入牆壁凹處區域中的浮雕描繪了她的加冕禮，而耶穌被釘十字架則在聖壇上。因此，这幅畫作描繪了瑪利亞作為耶穌母親的生活階段。兩欄禱告牌——與羅希爾·范德魏登大畫《七个圣礼祭坛》（Seven Sacraments Altarpiece，1445年至1450年）中所描繪的相似——掛在左邊的支柱。它包含了影射的字詞和模仿了原始畫框的線條。髙側窗可眺望到飛扶壁，而蜘蛛網可在拱頂的拱洞之間看見。數個不同的建設階段可在拱形廊台看到，唱詩班陽台和耳堂被描繪的比中殿更有當代風格。
細密的光束從高窗溢出，並照亮內部、照滿了大門和流過鋪瓦的地板直達髙側窗。在唱詩班的聖壇屏上，日光的光彩與蠟燭的柔和光芒相同並列，而畫的下部分空間相對較暗。主教座堂的投影可在唱詩班的台階和近走道各處看見。在15世紀早期，他們的角度以異常逼真的方式呈現，而細節也是如此，他們的描繪很可能基於對光的實際特定行為的觀察力，這是15世紀藝術的進一步創新。儘管描繪的光線可能是自然界中出現的樣子，但它的來源並非這樣想。潘諾夫斯基談到陽光從北邊窗戶進入，但是當代的教堂通常都有朝東的唱詩班，所以光線應該從南方進入。他間接表明這些光並不是追求自然，而是去呈現天主，因此臣服於「象徵法則而不是自然法則」。

### 畫框和題辭
根據伊麗莎白·丹尼斯（Elisabeth Dhanens），原始畫框的形狀和弧形頂部讓人聯想到根特祭壇畫頂部的套印，而這被接納是由揚的哥哥休伯特設計。她認為當前畫框太狹窄又太小，並包含「笨拙的大理石花紋」。從1851年的詳細物品清單中，能得知聖歌經文是刻在原始畫框上。經文以充滿詩意的方式書寫，從下邊框開始，接著從垂直邊框向上延伸，並在頂部邊框結束。畫框的下邊框寫著「FLOS FLORIOLORUM APPELLARIS」，而旁邊和頂部則為「MATER HEC EST FILIA PATER EST NATUS QUIS AUDIVIT TALIA DEUS HOMO NATUS ETCET」（「母親是女兒。這名父親誕生了。誰聽說過這樣的事情？神生了人類」）。聖歌的第五節（並不包括在范艾克的抄本）寫著「像一束陽光穿過玻璃。穿透而不變色。因此，童貞女就像她以往那樣，依舊存留」。她長袍的裙褶字樣與畫框的題辭相呼應，與范艾克1436年的《圣母和圣婴与教士范德帕勒》（Virgin and Child with Canon van der Paele）中瑪利亞裙子上的字眼相似，《所羅門智訓》的段落（第7章第29節）中寫道「EST ENIM HAEC SPECIOSIOR SOLE ET SUPER OMNEM STELLARUM DISPOSITIONEM. LUCI CONPARATA INVENITUR PRIOR」（「智慧之美勝過太陽與群星。她比光明自身強得多」）。
一些历史学家表明這些題辭旨在為其他雕像和瑪利亞的描繪注入生命。包括克雷格·哈比森（Craig Harbison）在內的其他人相信他們就純粹具有功能性，鑑於當代雙聯畫是被委託來做私人禮拜和反思，題辭理應被視為咒語或者具個人特色的大赦禱文。哈比森指出范艾克的私人委託作品通常刻有大量題辭，而這些詞可能起到與禱告牌相似的作用，或更確切地說是「禱文之翼」，這種類型能在重組的倫敦《聖母子》三聯畫見到。

### 建築風格

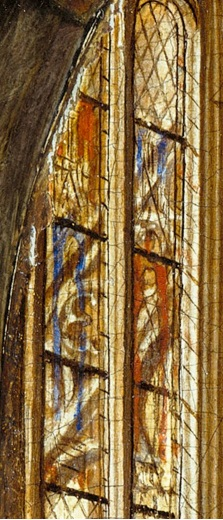
版畫左上方最遠的彩色玻璃窗戶

范艾克的早期作品通常以舊時似羅馬風格來呈現教堂和主教座堂，通常以耶路撒冷聖殿來代表適當的歷史背景，而裝飾則完全來自舊約聖經。在這裏顯然不是這種情況——基督幼年和描繪了把他釘在十字架上的大基督受難像佔據了相同空間。這幅版畫中的教堂為當代哥德式——這種選擇可能旨在把瑪利亞和凱旋教會聯繫在一起——而她的姿勢和超大比例歸功於拜占庭艺术和國際哥特的形式和傳統手法。范艾克詳細描繪了北歐繪畫中從未見過的精確建築架構。

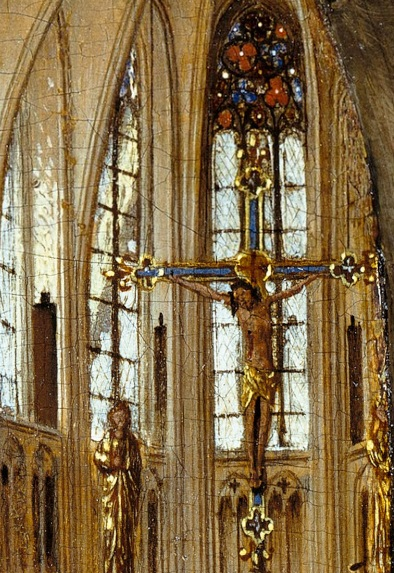
版畫右上方的耶穌受難像

主教座堂的不同元素都特別的詳細，而歌德元素和當代建築風格都有著非常好的勾勒，藝術和建築史學家因而總結道范艾克一定有足夠的建築學知識才能做出如此細微的差別。尤其如此，鑑於描繪的高超技藝，許多學者嘗試將這幅畫作與特定的建築聯繫起來。然而，就像范艾克作品中所有的建築一樣，這種架構是設想出來的，並有可能將他眼中的完美建築空間結構給理想化。有數個外部特徵很明顯不太可能發生在當代教堂，例如尖角列柱上放了個圓拱形高拱廊。
幾位藝術史學家推斷范艾克不使用真實建築來做內部模型的原因。大部分同意他尋求為瑪利亞顯現創造一個理想化和完美的空間，並旨在視覺衝擊而並非实际可能性。畫中暗示的建築可能（至少並不完全是）的來源包括根特聖尼各老堂、聖但尼聖殿、第戎主教座堂、列日主教座堂和科隆主教座堂，以及包含相似的高拱廊和髙側窗的通厄倫聖母聖殿。通厄倫是該地區中在東北向西南軸線排成一條線的少數教堂之一，所以這樣就可在夏日早上看到畫中的光線條件。另外，教堂包含了聖母子的站立雕像（《戴著王冠的聖處女》），儘管現在的雕像製於范艾克死後，但一度被譽為有神奇的能力。
帕切特以「內部幻覺」的方面來成這幅作品，指出觀眾的眼睛從中庭下落至十字平面交叉處的方式，但「只有這樣，（他）才會快速從聖壇屏看到對面的唱詩班席位」。從帕切特這個看法出發，這個透視手法是故意缺少凝聚力，由於「建築物各部分之間的關係未完整顯示……聖母的形象巧妙的掩飾了前景至背景的過渡，並使十字處的支柱變得不分明；中間的地面幾乎被消除，而我們的眼睛在我們還沒有意識到的情況下越過了它。」通過使用顏色來暗示光線可以增強幻覺：內部十分昏暗並被陰影籠罩，而看不見的外部看起來沐浴在明亮的光線中。

### 窗戶和彩色玻璃
對13世紀的哥特式主教座堂而言這是不尋常的，大部分窗戶都有著透明的窗戶。約翰·L·沃德（John L. Ward）看到沿著中庭的窗戶，並觀察到懸掛的耶穌受難像正上方的窗戶是唯一可見的最高位置。那扇窗戶直對觀眾，顯示出設計複雜精細的花窗玻璃嵌板，且當中有纏結的紅花與藍花。因為窗戶離圖面空間很遠且透視開始微弱，這使花朵和耶穌受難像的接近讓他們看上去像是「在空間中前進，就像（他們）突然從耶穌受難像前面的頂端長出來」。
沃德並不相信是因版畫的高處靠近透視失去點而導致這個視覺效果。取而代之的是，他將其視為對《創世記》生命樹意象和神話的隱晦參考，而他稱這為「基督之死的重生」。他確實承認這種幻覺的微妙之處，以及兩幅眾所周知的近摹本都沒有包括圖案的事實。花朵就像從十字架的頂部發芽生長的想法可能借鑑了馬薩喬約1426年的作品《耶穌受難》（Crucifixion），畫中的花放置在十字架垂直樑的頂部。沃德從其他資料推斷出范艾克通過畫出花朵使這一想法更進一步，並試圖描繪出生命之樹重生的真實時刻和「十字架甦醒過來，在注視下生出花朵」。

## 解讀和意象

### 光
在15世紀早期，瑪利亞在基督圖像誌處於中央位置，並經常把她刻畫為「道成肉身」的人，為神性之光作品的直接結果。在中世紀時期期間，光充當聖母無染原罪和基督降生的視覺象徵。人們相信，當上帝的光穿過瑪利亞的身體基督就會顯現，就像光線穿透窗戶玻璃一樣。

《聖母領報》，揚·范艾克，約1434年，藏於華盛頓特區國家藝廊。這也許是最知名的范艾克聖母畫作，而人物比起建築來說看起來過大了。然而，在這幅作品中，沒有建築配件對建築物有清楚的比例。

光所代表的神聖是一種主題與畫框和瑪利亞裙擺上的拉丁文字（將她的美麗和光彩照人與神性之光相比）所帶出的情感一致。一束單獨的光源照亮了她的臉，它還表現得就像來自於神而並非自然光源。她身後所描繪的光池給畫作增添了神秘的氣氛，表明了上帝的存在。她身後的壁龕裏的雕像被兩隻蠟燭照亮——道成肉身的象徵，而她則沐浴在自然光下。人造光增添了教堂內部的整體幻覺，而帕切特認為這主要是通過色彩達成。
光成為15世紀北方畫家表達道成肉身之秘的一種流行手段，利用光穿過玻璃的想法，而並非粉碎它來表達原罪和「没人亲近过的处女」的悖論。這反映在被認為是出自伯爾納鐸《Sermones de diversis》的一段文字：「就像太陽的光彩照進並穿透窗戶玻璃而不會損害它，並以難以察覺的微妙之處穿透它的無雜質外形，進入時傷害不了它，露出時也破壞不了它：因此，上帝的聖言，天父的榮耀，進入了童貞女室，並接著從緊閉的子宮出來」。
在早期尼德蘭時期，神性之光並沒有很好地被描繪：如果畫家想描繪天堂般的光芒，他通常畫出一個反光的金色物體。這個的重點是描述物體本身，而不是當光線觸碰它的效果。范艾克是首批描繪光線飽和度的畫家之一，當它灑滿圖面空間會有富有點亮的效果和逐漸的變化。他詳細描繪了物體的顏色可以取決於照明它的光的量和類型。這種光的作用在整幅板上畫上都很明顯，尤其是在瑪利亞鍍金的長裙和鑲滿珠寶的皇冠，以及在她的頭髮和披風周圍可見。

### 埃莱莎聖像

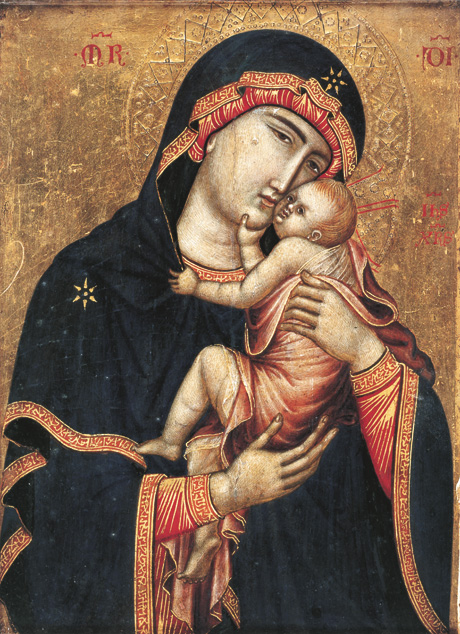
《康布雷聖母》，（匿名人），約1340年，義大利-拜占庭，藏於康布雷主教座堂

這幅板上畫與安特衛普《喷泉旁的圣母子》（Madonna at the Fountain）被廣泛接受為范艾克兩幅在他於1441年死前的晚期《聖母子》畫作之一。兩幅均是身穿藍色的站立童貞女。在兩幅作品中，瑪利亞的位置和著色與他早期主題的倖存探討形成對比，當中她通常是坐著並身穿紅色。站立童貞女的模特存在於拜占庭藝術的聖像，而這兩幅畫同樣代表了《埃莱莎》典型人物，有時也被稱為《溫柔之聖母》（Virgin of Tenderness）。畫中聖母子會臉碰臉，而聖子會輕撫瑪利亞的臉。
在14和15世紀期間，這些作品當中有很多進口至北歐，並被第一代尼德蘭藝術家廣泛效仿。拜占庭後期的意象——由負責創作《康布雷聖母》（The Cambrai Madonna）的不知名藝人為典型——喬托等14世紀繼承人喜歡呈現巨大比例的聖母。毫無疑問，范艾克吸收這些影響，儘管什麼時候以及透過那些作品都存在爭議。據信，他是於1426年或1428年去意大利的時候親身接觸了它們，為康布雷聖像帶進北方之前。范艾克的兩幅聖母版畫推進了複製品的習慣，並在整個15世紀中經常被商業畫室臨摹。
這些圖像的拜占庭風格有可能還是與透過外交和希臘正教會達成和解的當代手法，當中范艾克的贊助人好人菲利普感到了濃厚的興趣。范艾克的《红衣主教尼古拉·阿尔贝加蒂的肖像》（Portrait of Cardinal Niccolò Albergati，約1431年）描繪了參與這些工夫最多的宗座外交官之一。

### 瑪利亞像教堂
范艾克賦予了瑪利亞三個角色：基督之母、「凱旋教會」的擬人化和天上母后，而後者從她鑲滿珠寶的皇冠可見。與瑪利亞的塑造相比，這幅畫作的近細密畫尺寸與瑪利亞那不可思議大的聲譽形成對比。她實際上在主教座堂最為顯著，她的頭幾乎與60英尺高的最高層樓座持平。失真的比例可以在數幅其他范艾克的聖母畫作找到，而大部分哥特式內部的拱門並不允許童貞女的淨空高度。帕切特稱內部為「王位之室」，好像「手提箱」一樣圍繞著她。她巨大的聲譽反映了可擴展至義大利-拜占庭類型的傳統——可能透過喬托的《寶座上的聖母》（Ognissanti Madonna，約1310年）而廣為人知——並強調她對主教座堂本身的認同。蒂爾-霍爾格·波徹特（Till-Holger Borchert）說道范艾克並沒有把她描繪成「教堂裏的聖母」，而是作為隱喻將瑪利亞呈現為「像教堂」。歐文·潘諾夫斯基（Erwin Panofsky）於1941年首次提出她的尺寸代表了她是教堂化身的想法。19世紀，藝術史學家認為這幅作品是在范艾克畫家職業早期完成，將她的比例歸因於一個相對不成熟的畫家所犯的錯誤。
構圖在今日被視為是故意的，並與《羅林大臣的聖母》（Madonna of Chancellor Rolin）和《阿諾菲尼的婚禮》迥然不同。這些作品的室內空間似乎太小去容納人物，這是范艾克曾用來創作和強調與奉獻人和聖人共享私密空間的方法。童貞女的高度讓人聯想到了他於1434年至1436年的《聖母領報》（Annunciation），儘管它的構圖沒有建築配件對建築物有清楚的比例。可能反映了「相對不成熟的畫家」的觀點，揚·范克萊韋（Joos van Cleve）《聖母領報》摹本中的瑪利亞相對她周圍環境有著更為逼真協調的尺寸。
瑪利亞被體現為聖母顯現。在這種情況下，她可能在奉獻人之前畫完，他在如今丟失的另一半版畫中跪著祈禱。聖人比平信徒更早出現的想法在那個時期的北方藝術十分常見，並還體現在范艾克的《卡农的圣母》（1434年至1436年）。畫中卡农被描繪成就像只是暫時停下來思考他手持《聖經》中的一段話，而聖母子與兩位聖人在他面前就像他禱文的化身。

### 朝聖
因為放在支柱上的禱告牌是朝聖教堂的獨特特徵，所以哈比森認為這幅板上畫部分有關朝聖的現象。這類牌包含了特有的禱文，這些要在特定的肖像和教堂面前朗誦是被相信會引起大赦或者在煉獄的赦免期。瑪利亞左肩後壁龕中的聖母子雕像可能代表了這樣的肖像，而在失去的畫框周圍刻著耶穌誕生聖歌，以「ETCET」結尾，也就是「等等」，這會告訴觀眾要背誦整首聖歌，也可能是為了大赦。因此，圖畫的目的有可能是代表以及將朝聖的行為帶進家庭環境。這對好人菲利普具有吸引力，儘管他自己進行了許多朝聖活動，但根據記載他於1426年付錢給范艾克代他進行朝聖，這是中世紀後期高榮會計中可以接受的做法。
在最顯要位置的聖母子可能代表了甦醒過來的背景雕像，當時這種顯現被認為是朝聖經驗的最高形式。他們的姿勢相似，而她的皇冠是典型在這些雕像可見，而不是皇室成員和在童貞女的畫像。哈比森接著表明地上的兩攤光池與其中一邊雕像的兩隻蠟燭有相似的感覺，並注意到以下所述的摹本均保留了禱告牌，其中一幅離前景近些。

## 丟失雙聯畫和摹本

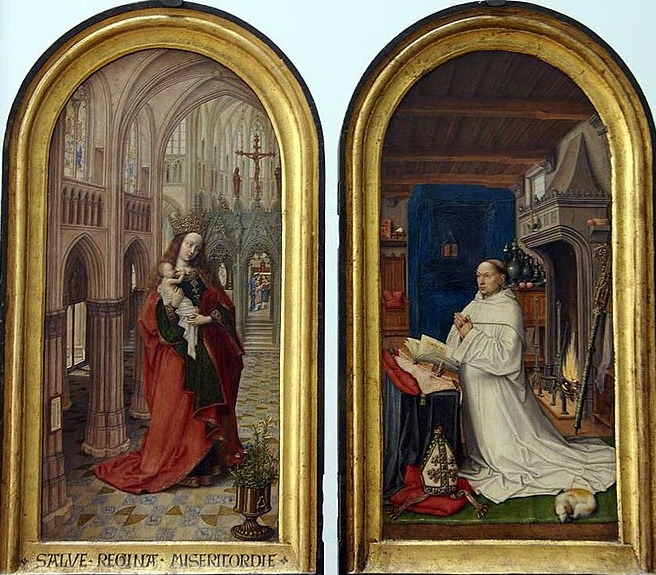
1499年名家，《聖母子》和《修道院院長克里斯蒂安·德洪特肖像畫》，藏於皇家安特衛普美術館

大多數藝術史學家相信有很多跡象表明該面板是拆除雙聯畫的左翼。畫框包含鉤子，意味著它曾被鉸接到第二幅版畫上。這幅作品似乎是與右翼畫作對稱平衡而創作：瑪利亞的位置稍中間偏右，而她是朝下，靦腆的目光對準了版畫角落以外的空間，暗示她在看著什麼，或者是朝著右翼跪著的奉獻人的方向。可見的建築特徵——除了壁龕以外，耶穌受難和它身後的窗戶與中庭形成一個直角，並面對觀眾——是版畫的左邊，且面向右邊。
哈比森相信這幅板上畫是「幾乎可以肯定只是虔誠雙聯畫的左半部分」。丹尼斯觀察到瑪利亞的視線擴展至版畫的界限以外，是常見尼德蘭雙聯畫和三聯畫的特徵，而當中聖人的目光會指向隨同的奉獻人畫像。其他信號包括教堂不尋常傾斜的建築外觀，這表明它的描繪是打算延伸至姊妹翼部——類似於弗萊馬勒名家的《聖母領報》，尤其是范德魏登約1452年的《野蛮家庭三联画》（Braque Triptych），它特別強調板上畫之間的銜接。
兩幅近當代摹本通常認為是1499年名家（Master of 1499）和揚·馬比斯（Jan Gossaert）的手筆，完成於當原作在好人菲利普曾孫女奧地利的瑪格麗特（Margaret of Austria）的收藏品中。聖母版畫的兩種現在變體均為虔誠雙聯畫的左翼，而奉獻人肖像畫為右翼。然而，兩幅奉獻人版畫有著截然不同的設置。1499年版本中是熙篤會修道院院長克里斯蒂安·德洪特（Christiaan de Hondt）在他豪華的營房中祈禱，而馬比斯的版本中是在全景鄉村背景的奉獻人安東尼奧·西西利亞諾（Antonio Siciliano）和聖安東尼。現在尚不清楚這兩幅作品是否基於范艾克所繪的原始左側版畫。
1499年版的聖母板上畫是自由改編，當中藝術家更改並重新定位了許多元素。然而，藝術史學家通常認為這會損害構圖的平衡和帶來的影響力。被認為是出自馬比斯手筆的板上畫有更顯著、可能更成功的改動，包括通過在右側增加一個部分來改動中心的平衡，給童貞女身穿整身深藍，並改變她的五官。兩幅摹本都忽略了她身旁地板上的兩攤亮光之池，從而移除了范艾克原作中的神秘元素，也許是因為後來的藝術家沒有領悟它的重要性。馬比斯緊密跟隨了原作的其他方面，然而這證明了他對范艾克的技術和美學能力的高度關注，而他的版本被視為敬意。在左手板上畫上可以看到1499年名家對范艾克的敬佩，並有許多特徵讓人聯想到范艾克的《阿諾菲尼的婚禮》，包括頂樑的表現手法和紅色衣料的顏色和材質。
1520年至1530年左右，根特泥金裝飾師和細密畫家西門·班寧（Simon Bening）創作了《聖母子》的半身畫作幾乎相似范艾克的板上畫，一定程度上它可以被認為不嚴謹的摹本。然而，它可能與原作《康布雷聖母》更有關係，尤其在保留光環的方面，在15世紀被認為是過時的。班寧的聖母與范艾克的前兩幅摹本截然不同，它是單版畫，並不是雙聯畫的一部分，儘管構圖上相似，但與原版完全不同，尤其是它的著色。貝寧的作品被認為贯穿於馬比斯的版畫，而不是直接改編范艾克。

## 出處
作品的出處有許多的空白。根據丹尼斯的說法，甚至是紀錄完整的時期通常也很複雜或「不明朗」。從16世紀早期到1851年幾乎沒有紀錄，而1877年的盜竊案使人們懷疑究竟歸還了什麼。歷史學家萊昂·德勞德（Léon de Laborde）於1851年在南特附近的村莊記載了一幅祭壇畫——聖母在教堂用右臂抱著嬰孩基督——而他稱為「畫在木頭上，非常好的保存，依然在它原來的畫框上」。描述中包含了畫框題辭的詳細信息。1855年的一份文件記錄了《教堂裏的聖母》是出自休伯特和揚·范艾克，這也許是同一幅畫。它屬於瑙西先生（Monsieur Nau），他曾從弗朗索瓦·卡考（Francois Cacault）的管家用50法郎買下它，這名法國外交官從意大利購得多幅畫作。
有著與其描述非常相符的板上畫被亞琛藝術收藏家巴索爾德·甦蒙德（Barthold Suermondt）在1860年代期間某個時間買下，並於1869年將詳細的畫框題辭編入目錄。這幅作品相信來自南特，表明了它是於1851年提到的相似板上畫。甦蒙德收藏品於1874年5月被柏林博物館買下，作為收購219幅畫中的一部分。這幅畫於1877年3月被盜，引起了全球報導。它在十天后歸還，但原作畫框不見了。1875年柏林博物館目錄相信是出自一個范艾克模仿者的手筆，而1883年目錄介紹了原作的遺失以及柏林畫的摹本。然而不久之後，它的真實性得到了驗證，而1904年目錄認為是出自揚的手筆。
好人菲利普可能是原作的贊助人，鑑於一幅與其描述相符的畫作於1567年被紀錄在他奧地利曾孫女奧地利的瑪格麗特的庫存中，她繼承了菲利普的大部分藏品。她的紀錄中的描述是「Un autre tableau de Nostre-Dame, du duc Philippe, qui est venu de Maillardet, couvert de satin brouché gris, et ayant fermaulx d'argent doré et bordé de velours vert. Fait de la main Johannes」。從藏品清單的命名手法來看，「Johannes」可能指的是范艾克，而「duc Philippe」則是菲利普。

### 腳註
1. 1 2 3  Harbison (1995)，第99頁.
2. 1 2  Smith (2004)，第64頁.
3. 1 2  Koch (1967)，第48頁.
4. 1 2  Panofsky (1953)，第487頁.
5. ↑  Harbison (1995)，第177頁.
6. 1 2  Meiss (1945)，第179頁.
7. 1 2 3 4 5 6  Dhanens (1980)，第323頁.
8. ↑  Borchert (2008)，第12頁.
9. 1 2  Panofsky & Wuttke (2006)，第552頁.
10. ↑  Pächt (1999)，第205頁.
11. ↑  Smith (2004)，第61頁.
12. 1 2 3 4  Harbison (1995)，第169-187頁.
13. 1 2 3 4  Smith (2004)，第63頁.
14. ↑  Meiss (1945)，第180頁.
15. ↑  Weale (1908)，第167頁.
16. 1 2 3 4 5 6 7 8  Meiss (1945)，第179-181頁.
17. 1 2 3 4  Borchert (2008)，第63頁.
18. 1 2  Panofsky (1953)，第147-148頁.
19. 1 2 3  Dhanens (1980)，第325頁.
20. 1 2 3  Dhanens (1980)，第316頁.
21. ↑  Harbison (1995)，第95-96頁.
22. ↑  Snyder (1985)，第99頁.
23. ↑  Walther (2002)，第124頁.
24. ↑  Snyder (1985)，第100頁.
25. ↑  Harbison (1991)，第169-175頁.
26. ↑  Wood (2008)，第195-196頁.
27. 1 2  Harbison (1995)，第101頁.
28. ↑  Dhanens (1980)，第328頁.
29. ↑  Harbison (1991)，第172-176頁.
30. ↑  Harbison (1991)，第178-179頁.
31. ↑  Pächt (1999)，第204頁.
32. 1 2  Ward (1994)，第17頁.
33. ↑  Walters Art Museum (1962)，§xv.
34. ↑  Meiss (1945)，第177頁.
35. 1 2  Pächt (1999)，第14頁.
36. ↑  Meiss (1945)，第176頁.
37. ↑  Harbison (1991)，第158-162頁.
38. ↑  Evans (2004)，第545-593頁.
39. ↑  Harbison (1995)，第156頁.
40. ↑  Jolly (1998)，第396頁.
41. ↑  Harbison (1991)，第159-163頁.
42. ↑  Harbison (1991)，第163-167頁.
43. ↑  Pächt (1999)，第203-205頁.
44. ↑  Panofsky (1953)，第145頁.
45. ↑  Harbison (1991)，第100頁.
46. ↑  Harbison (1995)，第96頁.
47. ↑  Rothstein (2005)，第50頁.
48. 1 2  Harbison (1991)，第177-178頁.
49. 1 2  Kittell & Suydam (2004)，第212頁.
50. 1 2  Smith (2004)，第65頁.
51. ↑  Harbison (1995)，第98頁.
52. ↑  Acres (2000)，第89頁.
53. 1 2  Ainsworth et al (2010)，第144頁.
54. ↑  Borchert (2008)，第64頁.
55. ↑  Jones (2011)，第37-39頁.
56. ↑  Hand et al (2006)，第100頁.
57. ↑  Jones (2011)，第36頁.
58. ↑  Harbison (1991)，第176頁.
59. ↑  Jones (2011)，第37頁.
60. ↑  Ainsworth (2004)，第582-588頁.
61. 1 2  Meiss (1945)，第175頁.
62. ↑  Dhanens (1980)，第361頁.
63. ↑  Société de l'histoire de France.

### 資料
- Ainsworth, Maryan Wynn; Alsteens, Stijn; Orenstein, Nadine. . New York: Metropolitan Museum of Art. 2010. ISBN 1-58839-398-4.
- Borchert, Till-Holger. . London: Taschen. 2008. ISBN 3-8228-5687-8.
- Dhanens, Elisabeth. . New York: Tabard Press. 1980. ISBN 0-914427-00-8.
- Evans, Helen C. (编). . Metropolitan Museum of Art/Yale University Press. 2004  [2020-04-02]. ISBN 1-58839-114-0. （原始内容存档于2018-11-16）.
- Hand, John Oliver; Metzger, Catherine; Spron, Ron. . New Haven, CT: Yale University Press. 2006. ISBN 0-300-12155-5.
- Harbison, Craig. . The Art Bulletin 66. 1984-12: 588–602. 参数|magazine=与模板{{cite book}}不匹配（建议改用{{cite magazine}}或|work=） (帮助); |issue=被忽略 (帮助)
- Harbison, Craig. . London: Laurence King Publishing. 1995. ISBN 1-78067-027-3.
- Harbison, Craig. . London: Reaktion Books. 1991. ISBN 0-948462-18-3.
- Jolly, Penny. . Zeitschrift für Kunstgeschichte 61.Bd. 1998. JSTOR 1482990. 参数|magazine=与模板{{cite book}}不匹配（建议改用{{cite magazine}}或|work=） (帮助); |issue=被忽略 (帮助)
- Jones, Susan Frances. . London: National Gallery. 2011. ISBN 1-85709-504-9.
- Kittell, Ellen; Suydam, Mary. . London: Palgrave Macmillan. 2004. ISBN 0-312-29332-1.
- Koch, Robert A. . Record of the Art Museum 26 (Princeton University). 1967: 46-58. 参数|magazine=与模板{{cite book}}不匹配（建议改用{{cite magazine}}或|work=） (帮助); |issue=被忽略 (帮助)
- Lane, Barbara. . New York: Harper & Row. 1984. ISBN 0-06-430133-8.
- Lyman, Thomas. . Gesta (Essays in Honor of Harry Bober) 20. 1981. 参数|magazine=与模板{{cite book}}不匹配（建议改用{{cite magazine}}或|work=） (帮助); |issue=被忽略 (帮助)
- Meiss, Millard. . The Art Bulletin 27. 1945. JSTOR 3047010. 参数|magazine=与模板{{cite book}}不匹配（建议改用{{cite magazine}}或|work=） (帮助); |issue=被忽略 (帮助)
- Nash, Susie. . Oxford: Oxford History of Art. 2008. ISBN 0-19-284269-2.
- Pächt, Otto. . London: Harvey Miller Publishers. 1999. ISBN 1-872501-28-1.
- Panofsky, Erwin. . Cambridge, MA: Harvard University Press. 1953.
- Panofsky, Erwin. Wuttke, Dieter , 编. . Wiesbaden: Harrassowitz Verlag. 2006. ISBN 3-447-05373-9.
- Rothstein, Bret. . Cambridge: Cambridge University Press. 2005. ISBN 0-521-83278-0.
- Smith, Jeffrey Chipps. . London: Phaidon Press. 2004. ISBN 0-7148-3867-5.
- Snyder, James. . New York: Harry N. Abrams, Inc. 1985. ISBN 0-8109-1081-0.
- Tanner, Jeremy. . London: Routledge. 2003. ISBN 0-415-30884-4.
- Walters Art Museum. . Exhibition. Baltimore, MD: Routledge. 196210/23-12/02.
- Ward, John. . Artibus et Historiae 15. 1994. 参数|magazine=与模板{{cite book}}不匹配（建议改用{{cite magazine}}或|work=） (帮助); |issue=被忽略 (帮助)
- Weale, W.H. James. . London: John Lane. 1908.
- Wolff, Martha; Hand, John Oliver. . National Gallery of Art Washington: Oxford University Press. 1987. ISBN 0-521-34016-0.
- Walther, Ingo F. . Taschen GmbH. 2002. ISBN 3-8228-1825-9.
- Wood, Christopher. . University of Chicago Press. 2008. ISBN 0-226-90597-7.
- Acres, Alfred. . Artibus et Historiae 21. 2000. 参数|magazine=与模板{{cite book}}不匹配（建议改用{{cite magazine}}或|work=） (帮助); |issue=被忽略 (帮助)
- Ainsworth, Marion. Evans, Helen C. , 编. . Metropolitan Museum of Art: Yale University Press. 2004. ISBN 1-58839-114-0.
- . Société de l'histoire de France 16–17 (Paris: J. Renouard et cie). 1839. 参数|magazine=与模板{{cite book}}不匹配（建议改用{{cite magazine}}或|work=） (帮助)

## 外部鏈接
- Smarthistory中揚·范艾克的《教堂裏的聖母》 （页面存档备份，存于）